# Catharina Dolgorucki
Catharina Dolgorucki, född i Ryssland 1810, död i Köpenhamn 1883, var en norsk (ursprungligen dansk) skådespelare och sångerska aktiv vid Christiania Offentlige Theater i Oslo under dess första år. 
Catharina Dolgorucki var dotter till den ryska kocken Ivan Dolgorucki. 
Hon var engagerad vid Christiania Theater under dess första år; hon rekryterades när Jens Lang Bøcher övertog teatern från Johan Peter Strömberg 1827–1828 och ersatte nästan samtliga av de då norska pionjäraktörerna med tränade artister från Danmark. Dolgorucki nämns vid sidan av Christiane Böcher som en av teaterns främsta kvinnliga aktörer under sin tid där.  Hon beskrivs som en skönhet med ett friskt, lätt och jovialiskt spel, även om hennes röst dock ansågs sämre än Böchers. Hon uppskattades mest i så kallade subrettroller, och spelade inom detta rollfack ofta Pernille-rollerna inom dramerna av Holberg. 
Om hennes sades: 
"Blandt de kvindelige Sujetter omtales Jfr. Dolgorucki som en Skuespillerinde med et smukt Udvortes og et frit, let og jovialt Spil, men med et mindre heldigt Organ. Hun spillede de Holbergske Perniller."
Hon var 1831-1832 engagerad hos Carl Wilhelm Orlamundt i Trondheim. 
Hon gifte sig 1838 med prästen Sophus Wilhelm Claudi (1818-1891).